# ソニック・ユース (アルバム)
『ソニック・ユース』(Sonic Youth) は、ソニック・ユースが1982年に発表したデビューEPである。2006年にDGCより本作のライブ音源と未発表スタジオ音源を追加した形で再発されている。

## 解説
レコーディングはニューヨークのラジオ・シティ・ミュージック・ホールで行われた。
リチャード・エドソンがドラムを担当している唯一の作品である。
本作はスタンダードチューニングによるギターが使われている唯一の作品であると同時にソニック・ユースがノー・ウェーブシーンをルーツとするバンドであることを象徴する作品でもある。
一例をあげるならばマイナーキーのリフを使ったベース、ボンゴとシンバルだけで構成されたドラムパートなどのファンクを取り入れたスタイル、またギターにおいてもザ・バーニング・スピアの固定された音を繰り返すリフやアイ・ドン・ウォント・トゥ・プッシュ・イットの不協和に響くギターはノー・ウェーブシーンのバンドに共通する特徴である。
再発盤に収録されているライブ音源は1981年9月18日にニューヨークのニュー・ピルグリム・シアターで行われたミュージック・フォ・ミリオンズ・フェスティバルで演奏されたものである。

## アートワーク
再発盤のCDブックレットには当時のライブ風景の写真やライブ用ポスターなどが加えられたほか、グレン・ブランカ、リチャード・エドソン、音楽ライターのバイロン・コーリーによるライナーノーツ、サーストン・ムーアによるこのアルバムの楽曲に対するコメントも載せられている。
再発盤のCDジャケットの裏面は両面プリントになっている。

## 収録曲
特筆ない限り作曲ソニック・ユース、作詞はヴォーカル担当者

### オリジナルレコード
1. ザ・バーニング・スピア - The Burning Spear (3:28)
2. アイ・ドリームド・アイ・ドリーム - I Dreamed I Dream (5:12)
3. シー・イズ・ノット・アローン - She Is Not Alone (4:06)
4. アイ・ドン・ウォント・トゥ・プッシュ・イット - I Don't Want to Push It (3:35)
5. ザ・グッド・アンド・ザ・バッド - The Good and the Bad (7:55)

### 2006年再発盤
1. ザ・バーニング・スピア - The Burning Spear (3:28)
2. アイ・ドリームド・アイ・ドリームド - I Dreamed I Dream (5:12)
3. シー・イズ・ノット・アローン - She Is Not Alone (4:06)
4. アイ・ドン・ウォント・トゥ・プッシュ・イット - I Don't Want to Push It (3:35)
5. ザ・グッド・アンド・ザ・バッド - The Good and the Bad (7:55)
6. ハード・ワーク[ライブ] - Hard Work (3:19)
7. ホエア・ザ・レッド・フェーン・グロウズ[ライブ] - Where the Red Fern Grows (5:47)
8. ザ・バーニング・スピア[ライブ] - The Burning Spear (3:23)
9. コスモポリタン・ガール[ライブ] - Cosmopolitan Girl (3:35)
10. ラウド・アンド・ソフト[ライブ] - Loud and Soft (6:48)
11. デストロイヤー[ライブ] - Destroyer (5:32)
12. シー・イズ・ノット・アローン[ライブ] - She Is Not Alone (3:29)
13. ホエア・ザ・レッド・フェーン・グロウズ[スタジオ音源] - Where the Red Fern Grows (6:45)
  - 1981年10月に録音されたアイ・ドリームド・アイ・ドリームドの基となった曲。